# Anapausis pastoralis
Anapausis pastoralis är en tvåvingeart som beskrevs av Haenni 1980. Anapausis pastoralis ingår i släktet Anapausis och familjen dyngmyggor.
Artens utbredningsområde är Frankrike. Inga underarter finns listade i Catalogue of Life.